# Rhinyptia fraudulenta
Rhinyptia fraudulenta är en skalbaggsart som beskrevs av Machatschke 1971. Rhinyptia fraudulenta ingår i släktet Rhinyptia och familjen Rutelidae. Inga underarter finns listade i Catalogue of Life.